# EA Seattle
EA Seattle (anteriormente conocida como Manley & Associates) fue una desarrolladora de videojuegos independiente fundada en 1982, que desarrolló más de 70 títulos para publicadoras, incluidas Electronic Arts, Activision, Disney, GameTek, Publishing International y Spectrum HoloByte. Muchos de los primeros títulos de la compañía fueron proyectos de una o dos personas creados en la casa del fundador Ivan Manley, pero eventualmente creció a aproximadamente 60 personas trabajando desde un parque de oficinas en Issaquah, Washington. Hometown U.S.A. (Publishing International) ganó el premio de la Asociación de Editores de Software al Mejor Programa de Creatividad, Categoría Educativa, 1988.
A mediados de la década de 1990, Manley & Associates realizó varios puertos para Electronic Arts y posteriormente fue adquirida por EA en 1996. Al explicar la decisión de vender la empresa a EA, Ivan Manley dijo que para invertir en nuevas tecnologías, Manley & Associates tenía que convertirse en editor o fusionarse con un editor establecido. El estudio fue reubicado en la vecina Bellevue, Washington y rebautizado como Electronic Arts Seattle. EA Seattle cerró en 2002.

## Videojuegos

### Manley & Associates
- Hometown U.S.A. (MS-DOS, Macintosh, Apple II, Apple IIGS, C64, Amiga, FMTowns)
- Pharaoh's Revenge (Apple II, C64, MS-DOS)
- The Third Courier
- Home Alone (Amiga, MS-DOS)
- Paperboy 2 (Game Gear), port only
- Ninja Gaiden II: The Dark Sword of Chaos (MS-DOS)
- Home Alone 2: Lost in New York (videojuego) (MS-DOS)
- Are We There Yet? (MS-DOS)
- Xenocide (MS-DOS), port only
- Super Conflict (SNES)
- The Wizard of Oz (SNES)
- Pink Goes to Hollywood (SNES)
- An American Tail: The Computer Adventures of Fievel and His Friends (MS-DOS)
- DinoPark Tycoon (3DO)
- Wolf (MS-DOS)
- King Arthur & the Knights of Justice (SNES)
- WildSnake (SNES)
- Lion (MS-DOS)

### EA Seattle
- The Need for Speed: Special Edition (1996, PC)
- Need for Speed II: Special Edition (1997, PC)
- Need for Speed III: Hot Pursuit (1998, PC)
- Need for Speed: High Stakes (1999, PC)
- Motor City Online (2001, PC)
- Need for Speed: Hot Pursuit 2 (2002, PC, GC, Xbox)